# Baronia de Calávrita
Baronia ou Baronato de Calávrita foi um feudo medieval franco do Principado da Acaia, localizado na península do Peloponeso, na Grécia, centrado no assentamento de Calávrita (em grego: Καλάβρυτα; romaniz.: Kalávryta; em francês: La Colo[u]vrate).

## História
A Baronia de Calávrita foi estabelecida ca. 1209, após a conquista do Peloponeso pelos cruzados, e foi uma das doze baronias seculares originais dentro do Principado da Acaia. A Crônica da Moreia menciona que a baronia, centrada na montanhosa cidade de Calávrita, compreendeu 12 feudos de cavaleiros, com Otão de Durnay como o primeiro barão. Muito pouco se sabe sobre a extensão e história interna da baronia, exceto que a Ordem Premonstratense estabeleceu-se lá.
Nos anos 1260, foi sucedido por Godofredo de Durnay, que é atestado como estando ativo tão tarde quanto 1289. Em 1292, seu filho João é mencionado, mas a família desaparece depois disso. Por aquele tempo, a baronia já havia sido perdida para os gregos bizantinos de Mistras. Um documento veneziano de 1278 parece indicar que Calávrita estava sob controle grego naquele tempo.
Antoine Bon sugere que foi capturada durante o começo dos anos 1270, quando as ofensivas gregas romperas as defesas francas na Arcádia, e não, como Karl Hopf sugere, na primeira rorada de ofensivas gregas ca. 1264. Godofredo de Durnay é atestado como mantendo a Baronia de "O Grito" (La Grite) após 1278, que segundo Bon, seria identificável com a vaga Baronia de Grítzena, aparentemente concedida aos Durnay como compensação.